# Edo-jō

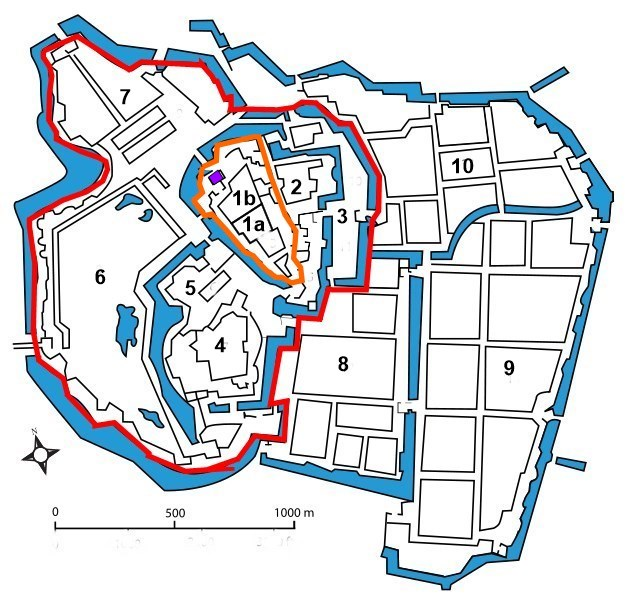
Gesamte Burganlage, Nord oben (Erklärung im Text)

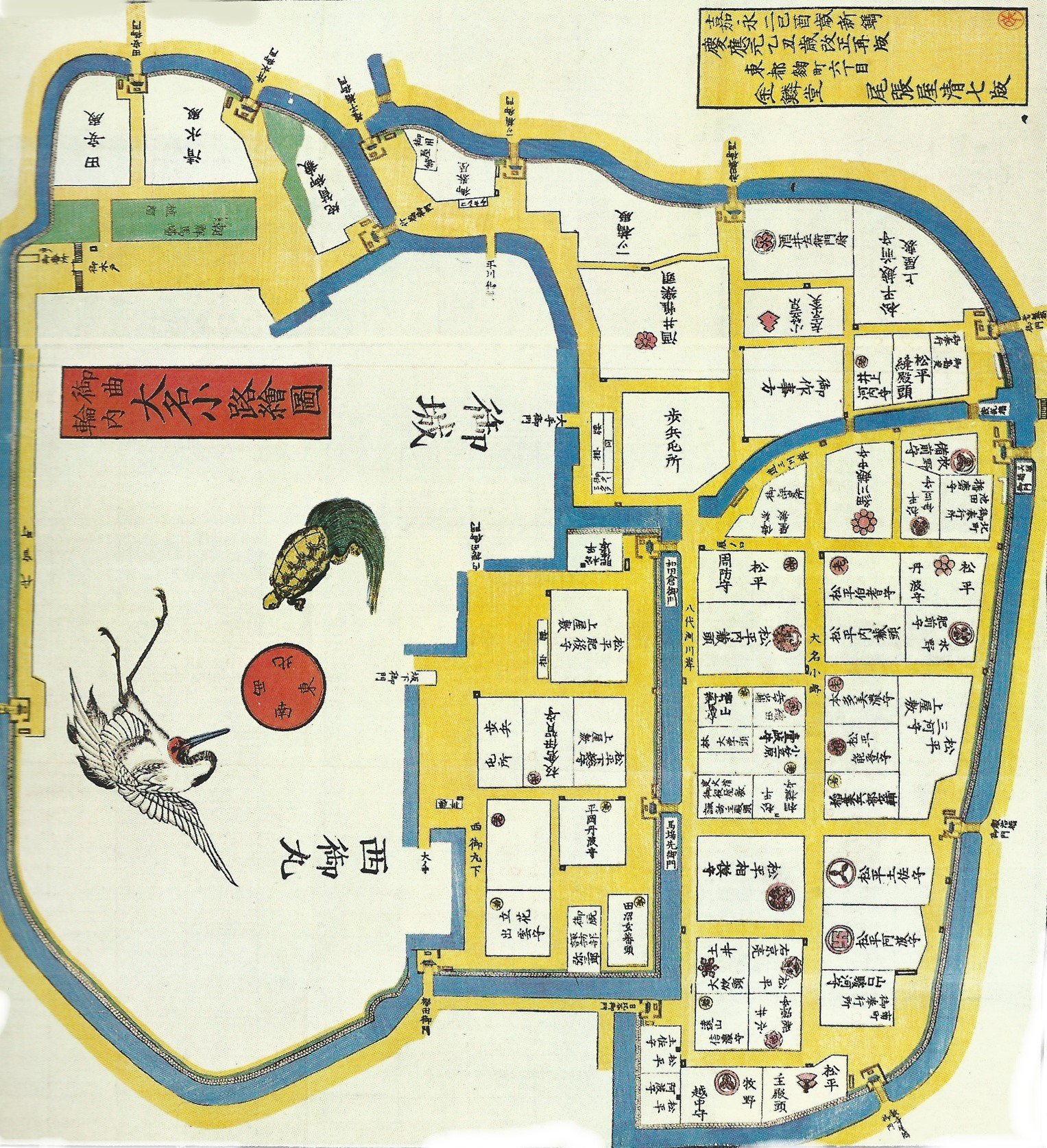
Die Gegend auf einer Karte 1865

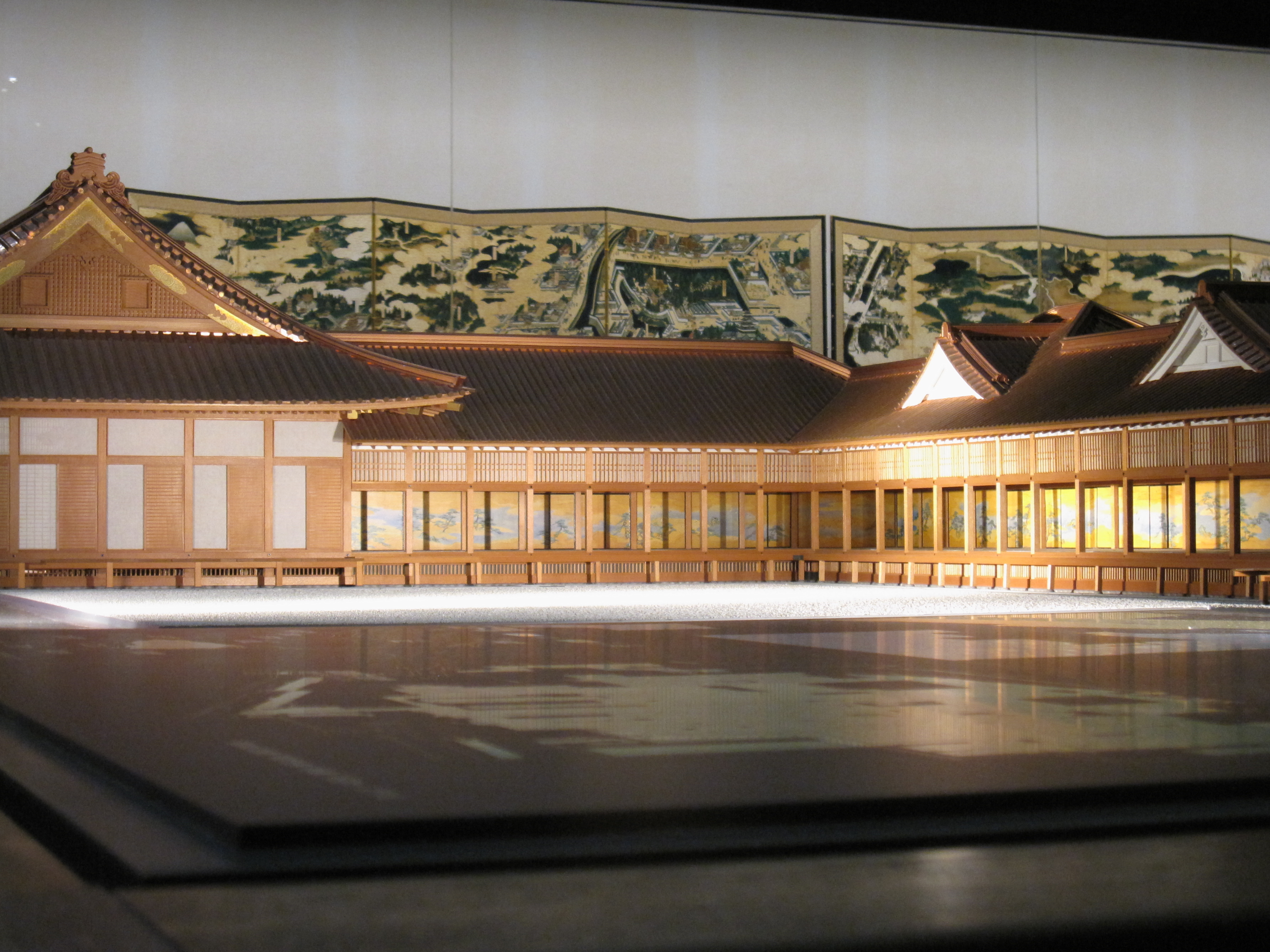
Modell mit Blick über einen Innenhof auf den „Matsu-no-Ōrōka“ und auf die Rückseite des Großen Audienzsaals (links)

Das Edo-jō (jap. 江戸城, dt. „Burg Edo“) in Chiyoda, dem Zentrum Tokios, war die größte Burg Japans und Sitz des Tokugawa-Shoguns.

## Entstehung
Die Burg war 1457 von dem Militärstrategen Ōta Dōkan im heutigen Tokio, das damals „Edo“ hieß, angelegt worden, verfiel aber nach dessen Tode. Tokugawa Ieyasu, der sich von Toyotomi Hideyoshi 1590 die Provinzen um die Tokio-Bucht hatte übertragen lassen, entschloss sich, diese Burg zu erneuern. Die Sengoku-Zeit war zwar vorbei, trotzdem war es immer noch notwendig, sich und seine Familie zu sichern. Dafür muss Ieyasu die abgelegene, auf einer Bergnase über der Tokio-Bucht gelegene Burg gerade richtig erschienen sein. Für einen Ausbau des dazugehörigen Fischerdorfes zu einer Burgstadt (Jōkamachi) war die hügelige, wasserarme Gegend dabei weniger geeignet.

## Die Burganlage
Nachdem Ieyasu 1600 die Macht im Lande übernommen hatte, wurde Japan von der Burg aus regiert, die nun weiter ausgebaut wurde. Die Burg (auf dem Plan rot umrandet) folgte dem Muster der Zeit und bestand aus der Hauptburg – Honmaru (im Plan orange umrandet) auf der Bergnase – und einer Reihe von Vorburgen. Burg und Vorburgen waren durch Gräben, Wälle und an wichtigen Punkten durch Wehrtürme (Yagura) und gesicherte Toranlagen geschützt.
Vor der eigentlichen Burg erhielten die wichtigsten Gefolgsleute ihre Anwesen, die ebenfalls durch Gräben, Mauern und Tore geschützt waren. Im Plan sind dies 8, 9 und 10, die auf der entsprechenden Kiri-ezu als „Go-kuruwa-nai daimyō kōji“ (御曲輪内大名小路) ausgewiesen sind. Die Gesamtanlage, also Burg und Daimyo-Residenzen, wurde von einem Graben umschlossen, der ebenfalls nur durch gesicherte Tore zu passieren war, dem „Inneren Graben“ (内堀・内濠) Uchibori.

### Der Honmaru
Der Honmaru wurde ganz von der ausgedehnten Hauptresidenz ausgefüllt. Diese brannte während des Meireki-Großbrandes 1657 ab, war aber schon 1659 wiederhergestellt. 1858 brannte die Residenz wieder vollständig ab, wurde aber zumindest teilweise wieder aufgebaut. Anfang der Meiji-Zeit wurde die Residenz zwar abgerissen, aber durch überlieferte Pläne sind wir auf das Genaueste über die Anlage im Bilde. Sie war einstöckig angelegt und enthielt viele Innenhöfe. Die Burg hatte, wie bei Fürstenresidenzen üblich, einen vorderen Teil (1a) (表、御殿, omote, goten), der die Audienzräume, eine Nō-Bühne und die Privatgemächer des Shogun umfasste. In einem abgetrennten Teil dahinter (1b) befanden sich die Wohnräume der Frau, die der Konkubinen und der Dienstmädchen sowie die Küchenräume, Speicher usw. Dieser Bereich, gewöhnlich „oku“, „der hintere [Teil des Hauses]“ genannt, hieß hier wegen seiner Größe „Ōoku“ (大奥). Männern war ohne Erlaubnis der Zutritt strengstens verboten.

### Der Tenshukaku
Ursprünglich gehörte zur Residenz der übliche hölzerne Turm (天守閣) einer japanischen Burg. Er wurde 1606 an der höchsten Stelle des Honmaru, hinter dem Ōoku am Nordende (im Plan violettes Viereck) mit 5 Stockwerken errichtet auf einer steinernen Basis von 36,5 m in × 33 m. Es sind Pläne des Turms überliefert, die ihn mit über 50 m Höhe ausweisen. Damit war er der höchste Tenshu in Japan. Er musste 1622 und 1637 repariert werden, erhielt einmal weißen Verputz und beim zweiten Mal eine dunkle Holzverkleidung.
Nach der Zerstörung beim Meireki-Großbrand 1657 verzichtete man auf einen Wiederaufbau des aufwändigen Bauwerks, zumal das Tokugawa-Shogunat nach der Vernichtung der Toyotomi 1615 nicht mehr in Frage gestellt wurde. Japanische historische Filme („jidaigeki“), wie etwa „Abarembo Shogun“, die in Edo spielen, zeigen die Burg oft mit einem Donjon, der allerdings von der Burg Himeji stammt. Die Vereinigung „Edo-jō saiken o mezasu kai“ (江戸城再建を目指す会, engl. „Rebuilding ‚Edo-jo‘ Association“) hat es sich zum Ziel gemacht, zumindest den Hauptturm der Burg wieder historisch getreu zu rekonstruieren.

### Der Zwischenfall am Matsu no Ōrōka
Der „Matsu no Ōrōka“ („Großer Kiefern-Korridor“) war ein Verbindungskorridor zwischen dem „Shiroshoin“ und dem Audienzsaal „Ōhiroma“. Sein Name leitet sich von den bemalten Schiebetüren mit Kiefernmotiven ab. Am 21. April 1701 zog Asano Naganori auf diesem Korridor sein Wakizashi und verletzte Kira Yoshinaka aus Ärger über dessen absichtlich falsche Beratung am Hofe. Dies führte zu den Ereignissen, die als die „Geschichte der 47 Rōnin“ bekannt wurden.

### Die anderen Maru
- Das unterhalb des Honmaru liegende Ni-no-maru (auf dem Plan 2) enthielt eine kleine Residenz mit einer Nō-Bühne.
- Das schmale San-no-maru (3) bildete den äußersten Schutz der Burg.
- Im Nishi-no-maru befand sich eine zweite große Residenz (4). Sie brannte 1838 und 1852 vollständig und 1862 teilweise ab. 1863 erfolgte ein provisorischer Wiederaufbau. Weiter befand sich im Nishi-no-maru auf einer „Momijiyama“ genannten Anhöhe die umfangreiche Bibliothek des Shoguns. Auch Grabstätten der Familie befanden sich dort (5).
- Der Fukiage genannten Bereich (6) bestand aus Grünanlagen und enthielt eine Reitbahn.
- Im Kita-no-maru (7) residierten nach 1700 die beiden Gosankyō-Familien Tayasu, Shimizu. Seit dieser Zeit gehörte dieser Bereich nicht mehr zur Burg.[Anm 3]

## Die Burg nach 1868
Als 1868 der regierende Shogun seine Macht verlor, einigten sich der Vertreter der kaiserlichen Truppen Saigō Takamori und der Unterhändler des Shogunats Katsu Kaishū auf eine friedliche Übergabe der Stadt und der Burg.
Die Burg wurde zunächst in Tōkei-jō (東京城, dt. „Burg Tokei“) umbenannt, dann 1869, als sie Sitz der Kaiserhofes wurde, in Kōjō (皇城, dt. „Kaiserliche Burg“). Die Hauptresidenz war schon am Ende der Edo-Zeit nicht mehr bewohnbar gewesen. So übernahm der Tennō die vorhandene Residenz im westlichen Teil der Burg, im Nishi-no-maru. Diese Residenz brannte jedoch am 5. Mai 1873 ab, der Tennō zog um in die nahe gelegene ehemalige Residenz des Kii-Zweiges der Tokugawa. Erst 15 Jahre später, 1888, konnte die neue Residenz (皇居, Kōkyo, dt. „Tennō-Wohnsitz“) bezogen werden. Der östliche und nördliche Teil der ehemaligen Burganlage wird vielfältig genutzt und ist der Öffentlichkeit zugänglich. 1963 wurde die Burg zur Besonderen historischen Stätte (tokubetsu shiseki) erklärt.

## Erbe
Viele Orte in Tokio haben ihren Namen von der Burg Edo. „Ōtemachi“ („Stadt vor dem Haupttor“), „Takebashi“ („Bambusbrücke“), „Uchibori-dōri“ („Straße am Inneren Graben“) und „Marunouchi“ („in der Umschließung“) sind Beispiele.

## Bildergalerie

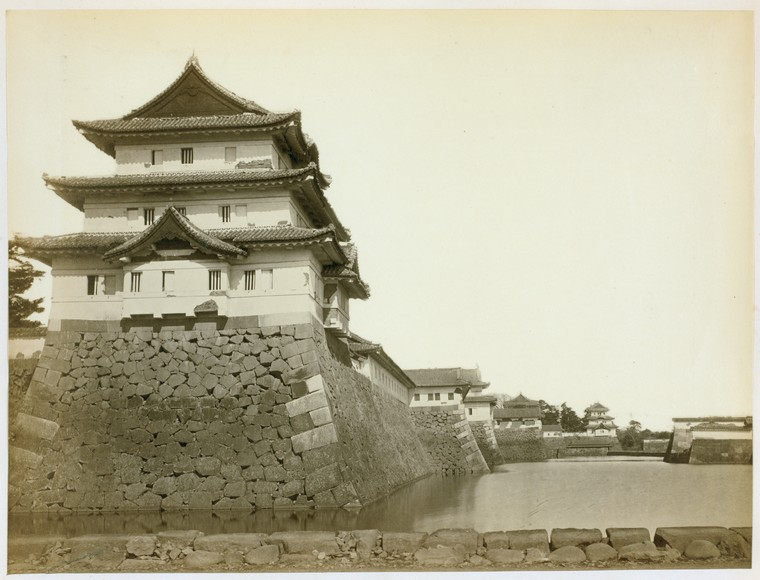
Wall und Gebäude der Burg Edo
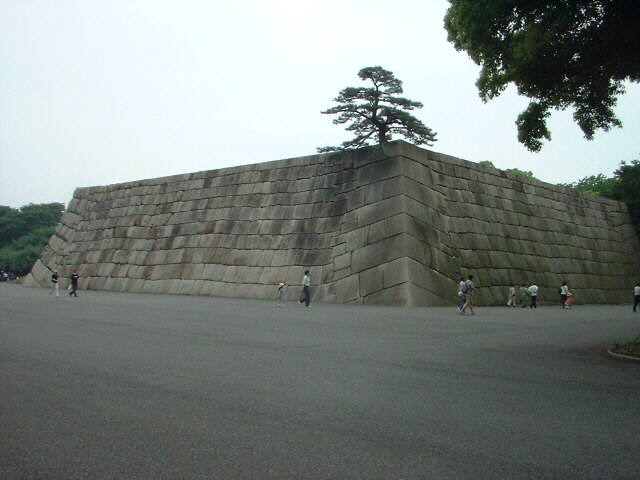
Die Basis des Tenshukaku
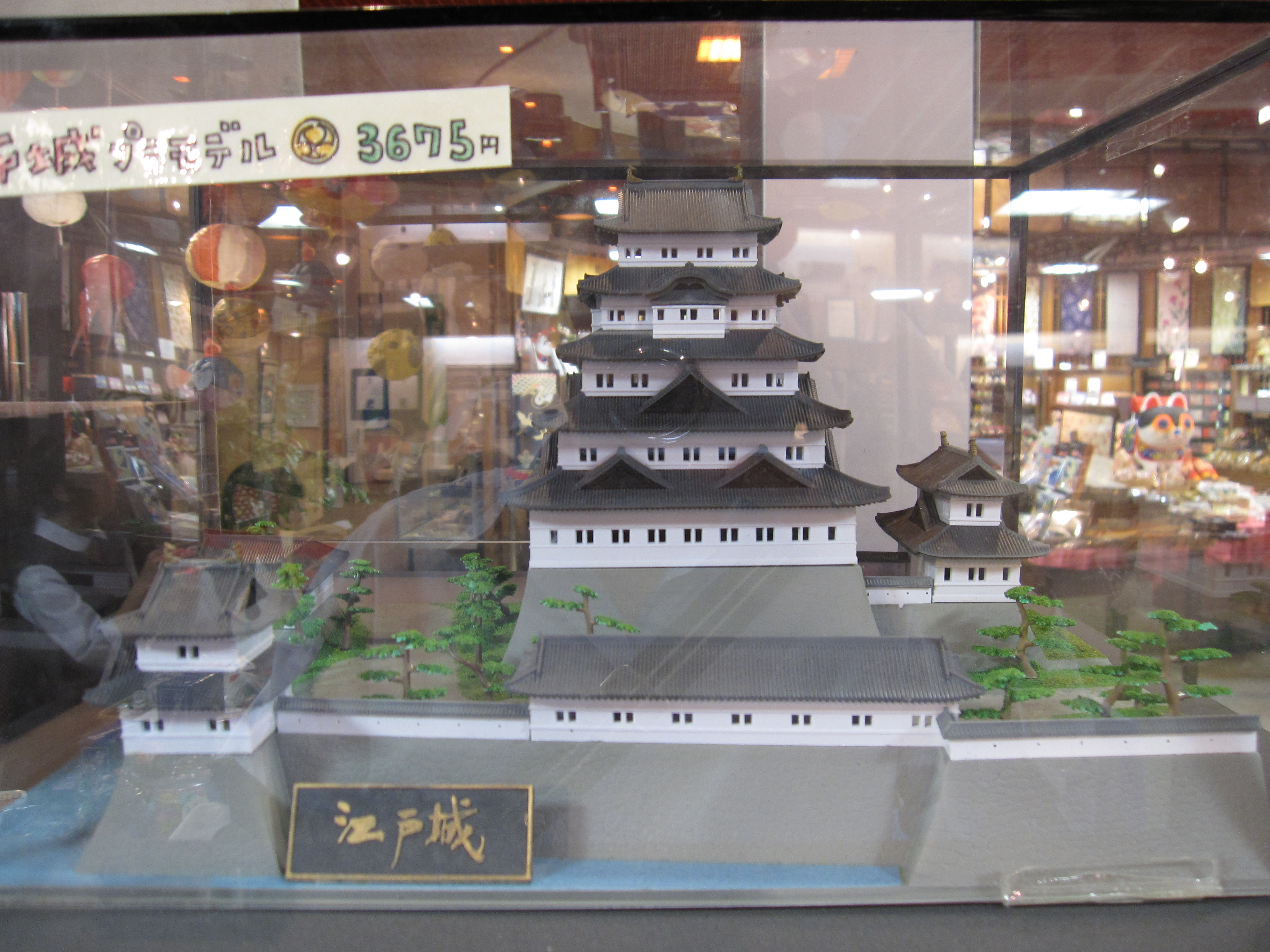
Miniaturmodell des Donjon der Burg Edo
Das „Haupttor“ (Ōtemon)
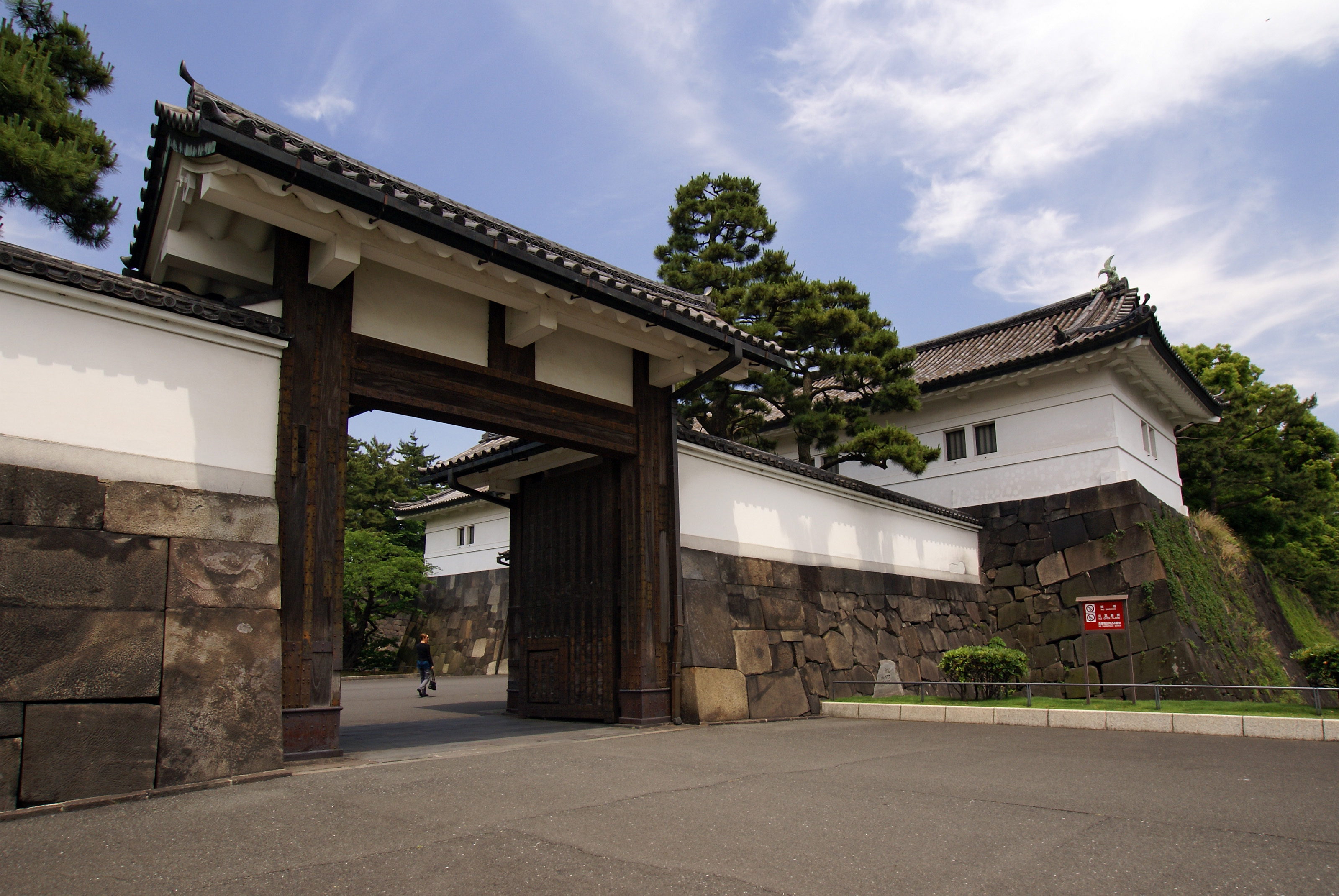
Äußeres Sakurada-Tor, vor dem Ii Naosuke 1860 ermordet wurde
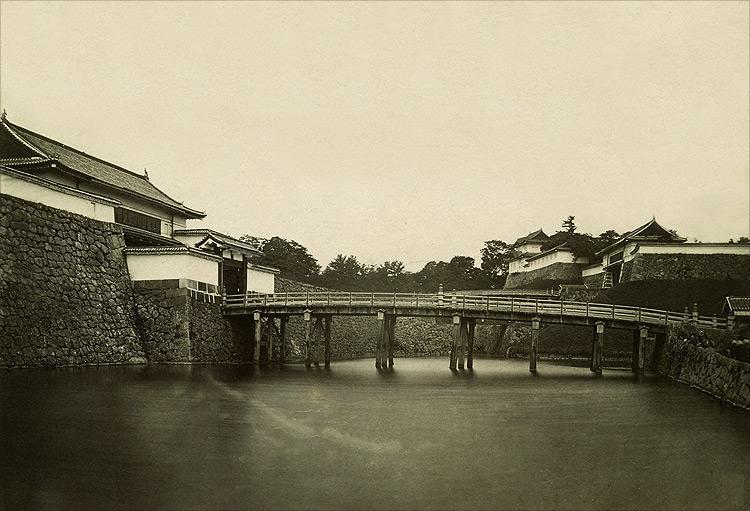
Die beiden Brücken zum Nishi-no-maru. Im Hintergrund, kaum sichtbar, die Nijūbashi